# Nesolestes angydna
Nesolestes angydna là loài chuồn chuồn trong họ Argiolestidae. Loài này được Schmidt mô tả khoa học đầu tiên năm 1951.